# Loxandrus cervicalis
Loxandrus cervicalis är en skalbaggsart som beskrevs av Thomas Casey. Loxandrus cervicalis ingår i släktet Loxandrus och familjen jordlöpare. Inga underarter finns listade i Catalogue of Life.